# Visuddhimagga
Visuddhimagga (pāli. "Ścieżka oczyszczenia") – jest komentarzem, pochodzącym z nauk buddyzmu theravāda, napisanym przez mnicha imieniem Bhadantācariya Buddhaghosa, prawdopodobnie w 430 roku n.e. na Sri Lance. Jest on uważany za najważniejszy tekst theravādy, jaki powstał poza kanonem pism z tej tradycji, określanym jako Tipiṭaka.
Jest to podręcznik buddyjskiej medytacji, bazujący na starożytnych komentarzach, napisanych w języku pālijskim i syngaleskim. Było to pierwsze dzieło Buddhaghosy, napisane na żądanie starszyzny klasztoru Mahāvihara, która chciała w ten sposób sprawdzić jego umiejętności, zanim zostaną mu powierzone inne zadania. Visuddhimagga skupia się na praktykach medytacyjnych, które są ledwo wspominane w suttach (medytacja kasina), podsycając kontrowersje związane z relacjami między jhanami a vipassaną, które to kontrowersje istnieją po dziś dzień.
Struktura Visuddhimaggi bazuje na Rathavinita Sutta ("Sutta o wyliczaniu wozów" MN.24), która opisuje postęp od czystości, poprzez dyscyplinę, po Nibbanę - nauka ta zawarta tu została w formie opisu siedmiu kolejnych kroków.

## Streszczenie
Dzieło składa się z czterech części (w 23 księgach), które opisują kolejno:
1. Śīla (dyscyplina) - księgi: 1 i 2
2. Samādhi (koncentracja medytacyjna) - księgi od 3 do 13
3. Pañña (mądrość) - księgi od 14 do 23.
Sam podział jednak, wydaje się późniejszy.
- Pierwsza część wyjaśnia ogólnie zasady dyscypliny oraz takie kwestie jak: sposób znalezienia właściwego miejsca dla praktyki, czy rozpoznanie właściwego mistrza.
- Druga część opisuje praktykę samatha, wyliczając medytacyjne obiekty (patrz: hasło ''Kammathana'', czyli lista czterdziestu tradycyjnych przedmiotów medytacji). Uwzględnia się tu różne etapy koncentracji. Zawiera także szczegółowy opis pięciu skhandh (agregaty), ayatan, Czterech Szlachetnych Prawd i prawa współzależnego powstawania (paṭiccasamuppāda). W tej części widoczny jest wielki wysiłek analityczny, jaki został włożony w wyjaśnianie tych zawiłych kwestii, charakterystyczny dla całej buddyjskiej filozofii.
- Czwarta część opisuje praktykę vipassanā w oparciu o rozwijanie mądrości (pañña). Podkreśla się tu różnorakie formy wiedzy, zdobyte w wyniku stosowania praktyki.

## Siedem Kroków
Porównanie między praktyką i "siedmioma wymienianymi wozami" wskazuje na soteriologiczny cel. Każde kolejne oczyszczenie jest warunkiem koniecznym, aby osiągnąć następne. Wyróżnia się tu (w odpowiedniej kolejności):
- Czystość w kategoriach cnót
- Czystość w kategoriach umysłu (tzn. koncentracji)
- Czystość w kategorii poglądu
- Czystość w kategoriach rozwiązania dylematów
- Czystość w kategoriach wiedzy i wizji na temat tego, co jest ścieżką, a co nią nie jest
- Czystość w kategoriach wiedzy i wizji na temat drogi
- Czystość w kategoriach wiedzy i wizji
- Brak przywiązania poprzez nielgnięcie